# 불가분채권
불가분채권(不可分債權)이란 민법상 개념으로 분할해서 실현할 수 없는 불가분급부를 목적으로 하는 다수당사자의 채권을 말한다.

## 판례
- 건물의 공유자가 공동으로 건물을 임대하고 보증금을 수령한 경우 그 보증금 반환채무는 성질상 불가분채무에 해당한다.[1]
- 공유자가 공유물에 대한 관계에서 법률상 원인없이 이득을 하고 그로 인하여 제3자에게 손해를 입게 한 경우에 그 이득을 상환하는 의무는 불가분채무이다.[2]